# Стеван Йоветич
Стеван Йоветич (на сръбски: Стеван Јоветић) е черногорски професионален футболист, нападател на кипърския Омония. 

## Клубна кариера

### Партизан
Йоветич започва професионалната си кариера с екипа на сръбския Партизан Белград. Той дебютира за „гробарите“ на 8 април 2006 г. в мач от сръбската СуперЛига срещу Вождовац, когато е само на 16 години. Йоветич се превръща в най-младия капитан на Партизан в историята през януари 2008 г., след като Антонио Рукавина е продаден на Борусия Дортмунд.

### Фиорентина
На 10 май 2008 г. Фиорентина привлича полузащитника за 8 милиона евро. Йоветич бележи първия си гол за „виолетовите“ на 5 април 2009 г. в мач от Серия А срещу Аталанта от дузпа. Пропуска целият сезон 2010/11 поради контузия. След като се завръща в игра, преподписва до 2016 г. Вкарва общо 14 попадения през 2011/12, ставайки голмайстор на отбора. През сезон 2012/13 помага на „виола“ да достигнат 4 място в първенството и оформя тандем с ветерана Лука Тони.

## Национален отбор
Дебютира за националния тим на Черна гора през март 2007 г. в среща с Унгария.

## Статистика
| Сезон       | Клуб               | Шампионат | Шампионат | Купа   | Купа   | Евротурнири | Евротурнири | Общо   | Общо   |
| Сезон       | Клуб               | Мачове    | Голове    | Мачове | Голове | Мачове      | Голове      | Мачове | Голове |
| ----------- | ------------------ | --------- | --------- | ------ | ------ | ----------- | ----------- | ------ | ------ |
| 2005 – 2006 | Партизан (Белград) | 2         | 0         | 0      | 0      | 0           | 0           | 2      | 0      |
| 2006 – 2007 | Партизан           | 22        | 1         | 4      | 3      | 0           | 0           | 26     | 4      |
| 2007 – 2008 | Партизан           | 27        | 12        | 4      | 3      | 2           | 4           | 33     | 19     |
| 2008 – 2009 | Фиорентина         | 29        | 2         | 1      | 0      | 4           | 0           | 34     | 2      |
| 2009 – 2010 | Фиорентина         | 25        | 6         | 0      | 0      | 6           | 5           | 31     | 11     |
| 2010 – 2011 | Фиорентина         | 0         | 0         | 0      | 0      | 0           | 0           | 0      | 0      |
| 2011 – 2012 | Фиорентина         | 27        | 14        | 2      | 0      | 0           | 0           | 29     | 14     |
| 2012 – 2013 | Фиорентина         | 26        | 12        | 3      | 0      | 0           | 0           | 29     | 12     |

## Успехи
Партизан
- Шампион на Сърбия – 2008
- Носител на купата на Сърбия – 2008

Индивидуални
- Футболист на годината в Черна Гора – 2009